# Vitrolles (Bouches-du-Rhône)
Vitrolles (okzitanisch Vitròla) ist eine  Gemeinde mit 36.612 Einwohnern (Stand 1. Januar 2022) im Süden Frankreichs. Sie gehört zum Département Bouches-du-Rhône in der Region Provence-Alpes-Côte d’Azur und liegt in der Nähe von Marseille und dem Mittelmeer.

## Geschichte
Vom 4. bis 2. Jahrhundert vor Christus bestand im heutigen Ortsteil Le Castellas ein Oppidum der Salluvier. Bis zum 5. Jahrhundert nach Christus besetzten die Römer die Region. In der Folgezeit wurde die Gegend immer wieder von Invasionen verschiedener Stämme heimgesucht. Ihre Bewohner suchten im Dorf Le Rocher, von dem heute nur noch wenige Ruinen erhalten sind, Zuflucht. Bis 1110 gehörte Vitrolles zum Teil dem Grafen von Arles und der Abtei Saint-Victor in Marseille. Ab 1110 gehörte Vitrolles den Herren von Les-Baux. 1379 wurde Vitrolles von Johanna I., Gräfin der Provence, beschlagnahmt und kurz darauf an den Baron Fouquet d’Agoult verkauft. Nachdem das Lehen erneut in den Besitz der Grafen gelangt war, verkaufte René I. es 1461 an Jean de La Salle. 1531 ging es an Jean Maynier, den ersten Präsidenten des Parlaments von Aix, über. Von 1647 bis zur Französischen Revolution gehörte Vitrolles dem Markgrafen von Marignane.

### Bevölkerungsentwicklung
| Jahr      | 1962 | 1968 | 1975   | 1982   | 1990   | 1999   | 2008   | 2014   |
| --------- | ---- | ---- | ------ | ------ | ------ | ------ | ------ | ------ |
| Einwohner | 3366 | 5050 | 13.413 | 22.725 | 35.397 | 36.739 | 36.610 | 34.236 |

Erst in der Nachkriegszeit wuchs aus dem Ort eine größere Stadt. 1931 zählte Vitrolles lediglich 840 Einwohner.

## Wirtschaft
In Vitrolles befindet sich ein großes Gewerbegebiet mit vielen Geschäften, z. B. einem IKEA und dem größten Carrefour Frankreichs. Im Südwesten der Stadt grenzt der Flughafen Marseille an.

## Politik
In Frankreich wurde die Stadt als erste Stadt mit einer Bürgermeisterin des Front National, Catherine Mégret von 1997 bis 2002, bekannt. Nach Ablauf der Legislaturperiode konnte der sozialdemokratische Parti socialiste die Macht jedoch zurückerlangen.
Vitrolles ist seit 1984 die Partnerstadt von Mörfelden-Walldorf.